# Klemens von Metternich
Klemens von Metternich, I conde y luego príncipe de Metternich-Winneburg (Coblenza, 15 de mayo de 1773-Viena, 11 de junio de 1859) fue un político, estadista y diplomático austríaco, que sirvió durante veintisiete años como ministro de Asuntos Exteriores del Imperio austriaco, además de ejercer en simultáneo como canciller desde 1821, momento en que se creó el cargo, hasta la venida de las Revoluciones de 1848. Fue archienemigo de Napoleón I.
A lo largo de su dilatada carrera, Metternich se mostró como un firme conservador, opuesto a los movimientos liberales y pro-revolucionarios, dedicándose a la defensa de las monarquías europeas, siendo a través del Congreso de Viena el arquitecto de la «Europa de Hierro», que restauró el Antiguo Régimen a lo largo de los diferentes países del continente, tras la caída del Imperio Napoleónico.

## Biografía
Klemens Metternich nació el 15 de mayo de 1773 en Coblenza, en la Renania. Fue el hijo mayor del conde Franz Georg Karl von Metternich-Winneburg-Beilstein, diplomático (y, en el momento de nacer Metternich, embajador de Austria ante las cortes de los electores de Tréveris, Colonia y Maguncia), y la condesa Maria Beatrice Aloisia von Kagenegg.
La educación de Metternich estuvo dirigida sobre todo por su madre y muy influida por la proximidad de su casa natal a Francia (de hecho, él mismo durante años habló mejor el francés que el alemán). Desde muy niño, acompañó a su padre en sus viajes oficiales. Bajo la dirección del tutor protestante John Frederick Simon, aprendió a nadar y a montar a caballo, además de las materias puramente académicas. 
En 1788 empezó a asistir a la Universidad de Estrasburgo para estudiar Derecho, pero en 1790 la abandonó para concurrir a la ceremonia de coronación del emperador Leopoldo II con un cargo honorífico. Allí, bajo la guía de su padre, conocería al futuro emperador austriaco Francisco II y haría muchas amistades entre los numerosos aristócratas asistentes. 
A finales del 1790 se trasladó a la Universidad de Maguncia, donde estudiaría hasta 1792, en tanto que durante el verano colaboró con su padre (por entonces plenipotenciario en los Países Bajos Austriacos). En 1792, Francisco II sucedió a Leopoldo en el trono imperial, y Metternich también asistiría a su coronación en el verano de dicho año. Entretanto, había estallado la Guerra de la Primera Coalición, que forzó a Metternich una vez más a abandonar sus estudios. 
En 1794, tras diversas misiones en las que colaboró con su padre, fue enviado a Inglaterra a negociar un préstamo en la misión del vizconde Desadrouin, tesorero de los Países Bajos austriacos. En Inglaterra tuvo contacto con el rey y con los principales estadistas del país (William Pitt, Charles James Fox, Edmund Burke). Ese mismo año fue nombrado ministro plenipotenciario de las Provincias Unidas de los Países Bajos en Londres, pero la ocupación francesa hizo que no pudiera ejercer su cargo. Peor aún, en octubre los franceses ocuparon la orilla izquierda del Rin y tomaron las propiedades de su familia, lo que lo obligó a refugiarse con sus padres en Viena. Allí, en 1795, se casó con la condesa Eleonore von Kaunitz, nieta del canciller austriaco Wenzel Anton Kaunitz, con las condiciones de que la novia seguiría viviendo con su familia y que Metternich no serviría en la diplomacia mientras viviera su suegro. El matrimonio fue un clásico ejemplo de matrimonio concertado, en el cual Metternich no sintió el menor afecto por su esposa (de hecho, pronto empezaría a serle infiel con diversas amantes). Sin embargo, el matrimonio le abrió las puertas de los salones aristocráticos vieneses (que era la meta perseguida por su madre al concertar el matrimonio) y a la muerte de su suegro en 1797 consiguió participar en el Segundo Congreso de Rastatt como secretario de su padre, primero, y como representante del banco de los condes de Westfalia, después. No obstante, el trabajo no le resultó nada interesante, y para él fue un alivio que el congreso se diera por terminado en 1799.
En 1801, la derrota del Sacro Imperio en la Segunda Coalición sacudió los círculos diplomáticos, y al prometedor Metternich se le ofreció ser embajador en Ratisbona, Copenhague o Sajonia. Eligió Sajonia y en noviembre de 1801 se instaló en Dresde, donde, a pesar de la desidia política del elector, disfrutó de la mundanalidad de la ciudad y tomó por amante a Katharina Bagration, con la que tuvo una hija. En Dresde conoció también al escritor y publicista Friedrich von Gentz, quien sería uno de sus principales colaboradores por más de treinta años.
En 1803, la Reichsdeputationshauptschluss, que pretendía la redistribución territorial de los Estados alemanes tras la invasión francesa, consiguió para su familia propiedades en Ochsenhausen, el título de príncipe y un escaño en la Dieta Imperial. Ese mismo año fue designado ministro plenipotenciario en Berlín, desde donde intentó convencer a Prusia de unirse al bando austriaco en la tercera coalición contra Napoleón, cosa que logró pero de mala gana, y, de hecho, tras el desastre de Austerlitz, abandonó la coalición y firmó una paz separada.
En 1806 fue enviado a Francia como embajador con un generoso sueldo de 90,000 florines de oro al año. En Francia, conoció a Napoleón y a Talleyrand (esta última relación le sería de gran utilidad en el Congreso de Viena y se hizo enormemente popular en la alta sociedad parisina. No obstante, pronto estalló la Guerra de la Cuarta Coalición, que al igual que la anterior terminó mal para Austria y, de hecho, el tratado de Tilsit (firmado en 1807) colocó a Austria en una situación vulnerable dentro de Europa. No obstante, pensó que los tratados firmados entre Rusia y Francia no durarían y que una guerra a gran escala entre los dos países era inevitable (y los acontecimientos le darían la razón). A tal fin, procuró hacer todo lo posible para que la nueva alianza entre franceses y rusos no cuajara. Sus esfuerzos tuvieron éxito, pues en el congreso de Erfurt (en el que Napoleón vetó la presencia de Talleyrand), la alianza ruso francesa que se firmó fue muy débil y no tardaría en romperse a poco de estallar la siguiente guerra entre Austria y Francia. 
No obstante lo anterior, la guerra volvió a ir mal para Austria y, de hecho, Viena fue ocupada y posteriormente los austriacos sufrieron un terrible desastre en Wagram.  Metternich (que entretanto había vuelto a Viena, en un intercambio entre diplomáticos austriacos y franceses) reemplazó al desprestigiadísimo Stadion como ministro de Estado y consiguió, tras difíciles negociaciones, salvar la monarquía austriaca de correr la misma suerte que la española. Posteriormente convenció al emperador Francisco I para que diera la mano de su hija María Luisa de Austria a Napoleón. Este matrimonio de estado arruinó definitivamente la ya frágil alianza entre Napoleón y el zar Alejandro I de Rusia, y dio tiempo al Imperio Austriaco para rearmarse, con la esperanza de derrotar a Bonaparte. No obstante, hasta la campaña napoleónica en Rusia, Metternich procuró mantener deliberadamente un perfil bajo y, de hecho, Austria despachó un contingente de tropas para que formara parte de la Grande Armée (Metternich logró que ese contingente fuera mucho más pequeño que el prusiano).
Cuando el ejército francés fue vencido en la desastrosa campaña de Rusia, Metternich, evitando inicialmente aparecer como un aliado de Prusia y Rusia, exigió en las propuestas de Frankfurt a Napoleón la devolución de todos los territorios austriacos ocupados por Francia desde la Revolución francesa, a cambio de mediar entre Francia y los aliados. Napoleón se negó, por lo que Austria y Suecia  se unieron a la Sexta Coalición (si bien, Metternich se resistió hasta el final a hacerlo, algo que a menudo irritó a sus aliados). 
Poco después Napoleón fue vencido en la batalla de Leipzig (1813), también conocida como la batalla de las Naciones. Un inmenso ejército aliado invadió Francia y ocupó París en marzo de 1814, mientras que Napoleón abdicaba en Fontainebleau  y se exiliaba en la isla de Elba. Poco después Luis XVIII volvía al trono de Francia.
En el Congreso de Viena, que se había reunido tras la derrota de Napoleón, se reorganizó Europa en beneficio de Austria, que pudo recuperar todos los territorios perdidos desde la Revolución francesa (excepto Bélgica, que se unió a Países Bajos) y conservó Venecia. Además, todos los soberanos fueron restaurados en sus antiguos tronos y se redujo a Francia a sus fronteras prerrevolucionarias.
Ante la vuelta de Napoleón se formó la Séptima Coalición, que derrotó al emperador en la batalla de Waterloo (1815). Tras esto, Bonaparte fue conducido a la isla Santa Elena. 
Libres de su mayor enemigo, Metternich y Francisco I desplegaron una activa diplomacia destinada a mantener el absolutismo en Europa.
Así se formó la Santa Alianza, una liga formada por Federico Guillermo III de Prusia, Alejandro I de Rusia y Francisco I de Austria, a la que luego se unirían otros reyes (como Luis XVIII) con el objetivo de frenar el proceso revolucionario. También se formó la Cuádruple Alianza para mantener el equilibrio europeo.
Como máximo líder de la Contrarrevolución, Metternich envió al ejército austriaco contra los nacionalistas italianos. En esta época Francia restablecía el absolutismo  en España  con el envío de los Cien Mil Hijos de San Luis, mientras que Prusia restauraba el orden en Alemania y el nuevo zar Nicolás I de Rusia derrotaba a los decembristas, que pedían una constitución.
Sin embargo, Metternich fracasó en sus intentos de mantener a todos los Estados de Europa unidos para mantener el absolutismo. Así, el Imperio ruso apoyó la independencia de Grecia y Gran Bretaña la independencia de Bélgica, mientras que en París el reaccionario rey Carlos X de Francia era expulsado del trono (véase Revolución de 1830).
Incapaz de mantener el absolutismo, Metternich tuvo que dimitir el 13 de marzo de 1848, cuando la revolución llegó a la capital del Imperio austriaco, Viena, y tras despedirse del emperador Fernando I de Austria (que no tardaría en abdicar), marchó al exilio a Londres (véase Revoluciones de 1848).
Volvió a Viena en 1851, cuando el nuevo emperador Francisco José I de Austria había restablecido el orden, pero ya no volvió a participar en la política, dedicándose en vez de ello a escribir y aconsejar al emperador. Sus consejos fueron escuchados cada vez menos. Así, a pesar de las reiteradas súplicas para que no lo hiciera, Francisco José empezó la Segunda Guerra de la Independencia Italiana contra el reino del Piamonte-Cerdeña y Francia. 
Falleció en Viena a poco de empezar dicha guerra, el 11 de junio de 1859. Su muerte pasó absolutamente inadvertida para la prensa extranjera.

## Hijos
Metternich tuvo los siguientes hijos:
Con Eleonore von Kaunitz
- María Leopoldina (1797-1820)
- Francisco Carlos Juan Jorge (1798-1799)
- Clemente Eduardo (1799-1799)
- Francisco Carlos Víctor Ernesto Lotario Clemente José Antonio Adam (1803-1829)
- Clementina María Octavia (1804-1820)
- Leontina Adelaida Maria Paulina (1811-1861)
- Hermine (1815-1890)

Con Antonieta
- Ricardo Clemente José Lotario Hermann (1829-1895)

Con Melaniedos hijas, tres varones
- Melania María Paulina Alejandrina (1832-1919)
- Clemente (1833-1833)
- Paul Clemente Lotario (1834-1906)
- María Emilia Estefanía (1836-1836)
- Lotario Esteban Augusto Clemente María (1837-1904)

Con Catalina Bagration (ilegítima, reconocida)
- María-Clementina Bagration (1802-1884)

## Títulos, órdenes y cargos

### Títulos

#### Nobiliarios
- 20 de octubre de 1813: Príncipe de Metternich-Winneburg.[5][6][7]
- 1 de septiembre de 1818: Duque de Portella[8][5][6][7] (Reino de las Dos Sicilias).
- Conde de Königswart.[6][7]
- 1 de julio de 1816: Señor de Johannesberg.[5]
- 21 de abril de 1814: Señor de Daruwar[5]
- Señor de Plass, Kraschow, Katzerow, Biela, Amonse Markusgrün, Miltigau, Brzesowitz, Kowalowitz, etc.[6][7]
- 25 de mayo de 1814: Magnate indígena del Reino de Hungría.[5]
- 1 de noviembre de 1824: grande de España de primera clase.[5][6][9][7][10]

#### Académicos
- Enero de 1811: Conservador de la Academia de Bellas Artes de Viena.[5][11]
- Miembro honorario del Instituto véneto de ciencias, letras y artes.[12]
- Miembro honorario del Instituto lombardo de ciencias, letras y artes.[13][14]
- Socio honorario de la Academia de Bellas Artes de Milán.[15]
- Socio honorario de la Academia de Bellas Artes de Venecia.[16]
- 1 de marzo de 1818: Conservador de la Universidad de Cracovia.[7][17]
- 16 de junio de 1814: Doctor Universidad de Oxford[5]
- 15 de abril de 1816: Doctor honorario Universidad de Pavía[17]
- Miembro de la Sociedad Agrícola de Viena.[7]
- Abril de 1815: Miembro honorario de la Real Academia de Bellas Artes de Dinamarca.[17]
- 1843: Presidente honorario de la Sociedad Arqueológica de Roma.[5]
- 15 de septiembre de 1839: Miembro honorario de la Academia de Bellas Artes de Florencia.[5]
- 26 de octubre de 1841: Miembro de la Real Academia de Artes y Ciencias de Suecia y Noruega.[17]
- 17 de junio de 1841: Miembro honorario de la Academia Pontificia de Bellas Artes de Bolonia.[17]
- Julio de 1818: Miembro de la Sociedad Literaria de Cracovia.[17]
- 1814: Miembro de la Academia de Ciencias Útiles de Erfurt.[17]

### Órdenes

#### Imperio austríaco
- 10 de marzo de 1810: Caballero de la Orden del Toisón de Oro.[6][7][17]
- Orden de San Esteban de Hungría.
  - 18 de abril de 1831: Caballero gran cruz en brillantes.[6][7][17]
  - 16 de enero de 1806: Caballero gran cruz.[17]
- 20 de septiembre de 1814: Único condecorado con la Gran cruz de la Cruz de Honor Civil.[17][6][7][18]

#### Otros
- 7 de abril de 1816: Caballero gran cruz de la Orden de San Juan de Jerusalén (vulgo Malta)[6][7][17] (Orden de Malta).
- 1813: Caballero de la Orden de San Andrés[5][6][7] (Imperio ruso).
- 1813: Caballero de la Orden de San Alejandro Nevsky[5][6][7] (Imperio ruso).
- 1813: Caballero de primera clase de la Orden de Santa Ana[5][6][7] (Imperio ruso).
- 1825: Caballero de la Orden del Espíritu Santo[6][7][5] (Reino de Francia).
- 1825: Caballero de la Orden de San Miguel[7] (Reino de Francia).
  - 28 de diciembre de 1816: Caballero gran cruz de la Orden de la Legión de Honor[5][7] (Reino de Francia).
  - 9 de abril de 1810: Gran Águila[17] (Imperio Francés).
- 4 de enero de 1815: Caballero de la Suprema Orden de la Santísima Anunciación[19][17][7] (Reino de Cerdeña).
- 7 de diciembre de 1814: Caballero de la Orden del Elefante[6][7][17][20] (Reino de Dinamarca).
- 13 de septiembre de 1813: Caballero de la Orden del Águila Negra[6][7] (Reino de Prusia).
- 13 de septiembre de 1813: Caballero de primera clase de la Orden del Águila Roja[6][7] (Reino de Prusia).
- 1815: Caballero de la Orden de los Serafines[7][17] (Reino de Suecia).
- 22 de octubre de 1817: Caballero gran cruz de la Orden de Carlos III[6][7] (Reino de España).
- 13 de noviembre de 1817: Caballero gran cruz de la Orden Española y Americana de Isabel la Católica[17] (Reino de España).
- 7 de abril de 1817: Caballero gran cruz de la Orden militar de Cristo[6][7] (Reino de Portugal).
- 1827: Caballero gran cruz de la Orden de la Cruz del Sur[6][7] (Imperio del Brasil).
- 1817: Caballero de la Orden de San Jenaro[6][7] (Reino de las Dos Sicilias).
- Enero de 1820: Caballero Gran Cruz de la Real Orden de San Fernando y el Mérito[6][7] (Reino de las Dos Sicilias).
- 1813: Caballero de la Orden de San Huberto[5][6][7] (Reino de Baviera).
- 28 de noviembre de 1817: Caballero gran cruz de la Orden de San José[6][7] (Gran Ducado de Toscana).
- 1814: Caballero gran cruz de la Orden de la Corona de Wurttemberg[17][6][7] (Reino de Wurtemberg).
- 1816: Caballero de la Orden de la Corona de Ruda[6][7] (Reino de Sajonia).
- 1817: Caballero gran cruz de la Orden Real Güélfica[6][7] (Reino de Hannover).
- 1818: Caballero gran cruz  de la Orden del León Neerlandés[5][6][7] (Reino de los Países Bajos).
- 1836: Caballero gran cruz de la Orden del Redentor[6][7] (Reino de Grecia).
- 13 de mayo de 1817: Caballero gran cruz de la Orden del León dorado[6][7] (Electorado de Hesse).
- 1820: Caballero gran cruz de la Orden de Luis[5][6][7] (Gran Ducado de Hesse).
- 1815: Caballero gran cruz de la Orden de la Fidelidad[6][7][17] (Gran Ducado de Baden).
- 20 de junio de 1820: Caballero gran cruz de la Orden del Halcón Blanco[5][6][7] (Ducado de Sajonia-Weimar-Eisenach).
- Caballero gran cruz de la Orden de la Casa Ernestina de Sajonia[6][7] (Ducados ernestinos).
- Mayo de 1817: Caballero gran cruz de justicia de la Sagrada Orden Militar Constantiniana de San Jorge[5][6][7] (Ducado de Parma).
- 30 de enero de 1841: Caballero gran cruz de la Orden de San Gregorio Magno[17] (Estados Pontificios).
- 1842: Caballero gran cruz de la Orden de Alberto el Oso[17] (Ducado de Anhalt).
- 1842: Caballero gran cruz de la Orden de San Jorge de Hannover[17] (Reino de Hannover).
- 1842: Caballero de la Orden "Pour le Mérite" de las artes y las ciencias[17] (Reino de Prusia).
- 1843: Caballero gran cruz de la Orden de Enrique el León[5] (Ducado de Brunswick).
- 1843: Caballero gran cruz de la Orden de Leopoldo[5] (Reino de Bélgica).
- 1844: Caballero gran cruz de la Orden de la Torre y de la Espada[17] (Reino de Portugal).

### Cargos
- 23 de mayo de 1821: Canciller de la Casa Imperial, de la Corte y del Estado.[7]
- 13 de enero de 1814: Señor y miembro de los estados de Carintia.[5]

- 13 de noviembre de 1813: Señor y miembro hereditario de los estados de la Baja Austria.[5]
- 19 de diciembre de 1812: Señor y miembro hereditario de los estados de Estiria.[17]
- 8 de octubre de 1809: Ministro de la Casa Imperial y de Asuntos Extranjeros del Imperio Austriaco.[17]
- 4 de agosto de 1809: Ministro de conferencia y de Estado del Imperio Austriaco.[7]
- 17 de junio de 1806: Consejero íntimo de S.M.I. y A.[7]
- 1792: Chambelán de S.M.I. y A.[7]
- 3 de mayo de 1813: Canciller de la Orden militar de María Teresa.[7]
- 24 de octubre de 1813: Ciudadano honorario de Viena.[5]
- 4 de junio de 1814: Ciudadano honorario de Oxford.[17]

#### Diplomáticos
- 16 de mayo de 1806: Embajador de S.M.I. y A. cerca del S.M. el Emperador de los Franceses.[17]
- 3 de enero de 1803: Enviado y ministro plenipotenciario de S.M.I. y A. cerca de S. M. el rey de Prusia.[17]
- 5 de mayo de 1801: Enviado y ministro plenipotenciario de S.M.I. y A. cerca del S.A.S. el Elector de Sajonia.[17]